# Per S. Ridderstad
Gustaf Per Soldan Ridderstad, född den 31 oktober 1941 i Linköping, är en svensk litteraturhistoriker. Han är sonson till Eskil Ridderstad. 
Ridderstad blev filosofie doktor och docent i litteraturvetenskap vid Stockholms universitet 1975. Han var lärare och forskare 1976–1981, 1:e bibliotekarie vid Kungliga biblioteket 1981–1990 samt professor i bok- och bibliotekshistoria vid Lunds universitet 1990–2007. Ridderstad var sekreterare i Svenska vitterhetssamfundet 1982–1987, sekreterare i Svensk bokkonst 1982–1988 samt styrelseledamot bland annat hos Östgöta Correspondenten från 1981. Han invaldes som ledamot Kungliga Samfundet för utgivande av handskrifter rörande Skandinaviens historia 1984. Ridderstad har utgivit bland annat Konsten att sätta punkt (doktorsavhandling 1975) och Svenska akademiens dagbok 1797–1802 (1980–1989). Han var redaktör för Bokvännen 1976–1979 och har publicerat uppsatser och recensioner inom litteraturvetenskap och bokhistoria.